# 22 березня
22 березня — 81-й день року (82-й у високосні роки) в григоріанському календарі. До кінця року залишається 284 дні.

## Свята і пам'ятні дні

### Міжнародні
- ООН: Всесвітній день води[1]
- Міжнародний день Балтійського моря
- Міжнародний день таксиста

### Національні
- Пуерто-Рико: День скасування рабства
- Ліван,  Йорданія: День Арабської ліги
- Індія: 1 чайтра, Новий рік за індійським календарем
- Казахстан: Науриз мейрами
- Лаос: день Народної Партії
- Японія: День телерадіомовлення
- Україна: День таксиста

### Релігійні

#### Християнство
- День Святої Дарерки

Православ'я:
- Свяшенномученика Василія, пресвітера Анкирського.
- Мучениці Дросиди, дочки царя Траяна.
- Преподобного Ісаакія Далматського.

#### Іслам
- Наврез — свято весни у деяких азійських та європейських народів

### Іменини
✙ Православні: Василь.
✝  Католицькі: Катерина.

## Події
- 235 — вбивством римського імператора Александра Севера почалася Криза III століття.
- 1312 — під тиском Філіпа IV Вродливого на В'єннському соборі Папа Римський Климент V розпустив чернечо-лицарський орден тамплієрів.
- 1654 — до Москви прибуло посольство Богдана Хмельницького. Переговори завершилися підписанням Березневих статей.
- 1765 — британський парламент ухвалив Акт про гербовий збір, згідно з яким всі торгівельні угоди обкладалися податками.
- 1794 — у США офіційно заборонили продаж рабів закордон.
- 1841 — у США запатентовано виробництво крохмалю.
- 1848 — Венеція оголосила про відновлення своєї незалежності від Австрійської імперії.
- 1849 — Австрійська імперія розгромила Сардинське королівство в битві під Новарою, унаслідок чого Карл Альберт зрікся трону.
- 1876 — прийнята конституція Іспанії.
- 1882 — конгрес США заборонив багатоженство.
- 1888 — у Лондоні представники дванадцяти футбольних клубів утворили найстарішу у світі Англійську футбольну лігу.
- 1894 — проведено першу хокейну гру за Кубок Стенлі.
- 1895 — у Парижі Огюст і Луї Люм'єр провели демонстрацію кінофільму для спеціально запрошеної публіки; цей день вважається початком публічної демонстрації кіно.
- 1904 — у лондонській газеті «Іллюстрейтед Міррор» вперше у світі опублікована кольорова фотографія.
- 1907 — у Лондоні з'явилися перші таксі з лічильниками.
- 1920 — у місті Шуша турецькі та азербайджанські військові влаштували погром вірменського населення.
- 1922 — Польща відібрала Віленський край у Литви.
- 1933 — біля Мюнхена почав діяти концтабір Дахау, призначений для утримання політичних в'язнів.
- 1935 — в ефір вийшла перша німецька телевізійна служба Deutscher Fernseh-Rundfunk.
- 1939 — Литва вимушено передала Німеччині Клайпеду (Мемель).
- 1941 — Чорнобиль (Київська область) отримав статус міста.
- 1942 — відбулася битва між британським та італійським флотом у затоці Сидра.
- 1943 — майже все населення білоруського села Хатинь винищене німецькими колабораційними підрозділами.
- 1945 — Єгипет, Ірак, Сирія, Трансйорданія та Ліван заснували в Каїрі Лігу арабських держав.
- 1957 — Американська асоціація лікарів заявила, що сигаретний дим викликає рак.
- 1963 — вийшов дебютний альбом Бітлз — Please Please Me.
- 1975 — на АЕС Браунс-Феррі відбулася пожежа, унаслідок якої були значно посилені безпекові норми на американських електростанціях.
- 1982 — шатл «Колумбія» здійснив свій третій політ у рамках програми «STS-3».
- 1989 — під час випробувального польоту літака Ан-225 «Мрія» установлено 109 світових рекордів.
- 1993 — «Intel» представив свій перший оригінальний процесор Pentium.
- 1996 — шатл «Атлантіс» здійснив свій шістнадцятий політ у рамках програми «STS-76».
- 1999 — перший демонстраційний запуск проєкту Sea Launch
- 2000 — біля острова Зміїний у Чорному морі українські прикордонники затопили турецьку рибальську шхуну.
- 2016 — теракт у Брюсселі. Пролунали 3 вибухи, унаслідок яких 32 людини померло, ще 316 отримали поранення.
- 2017 — відбувся теракт у Лондоні неподалік будівлі парламенту, унаслідок якого 4 людини загинули і принаймні 20 отримали поранення.
- 2019 — спецпрокурор Роберт Мюллер у своєму звіті довів втручання Росії у президентські вибори 2016 року.
- 2024 — Теракт у «Крокус-Сіті Голлі».

## Народились
Дивись також Категорія:Народились 22 березня
- 1181 — Ібн аль-Фарід, арабський поет.
- 1599 — Антоніс ван Дейк, фламандський маляр, майстер аристократичного та інтимного портрета.
- 1712 — Едвард Мур, англійський поет і драматург.
- 1842 — Микола Лисенко, український композитор («Наталка Полтавка», «Тарас Бульба», «Енеїда»), піаніст, диригент, педагог, збирач пісенного фольклору, громадський діяч.
- 1860 — Порфирій Демуцький, український фольклорист, хоровий диригент, композитор.
- 1868 — Роберт Ендрюс Міллікен, американський фізик, відзначений нобелівською премією за визначення значення заряду електрона
- 1869 — Еміліо Агінальдо, перший президент Філіппінської республіки
- 1895 — Іван Ле (Іван Леонтійович Мойся) — український письменник. Автор творів «Роман міжгір'я», «Наливайко», «Хмельницький», «Юхим Кудря».
- 1915 — Марія Капніст, українська акторка.
- 1923 — Марсель Марсо, французький актор — мім.
- 1937 — Анджело Бадаламенті, американський піаніст і композитор.
- 1938 — Віктор Савченко, український письменник.
- 1948 — Ендрю Ллойд Веббер, британський композитор.
- 1961 — Олег Кузнецов, радянський і український футболіст, футбольний тренер.
- 1966 — Юрій Коваленко, український учений, історик, археолог, учасник місії «Чорний тюльпан», краєзнавець, викладач, музикант, учасник російсько-української війни.
- 1976 — Різ Візерспун, американська акторка, модель, продюсерка й підприємиця.
- 1982 — Констанс Ву, американська акторка.

## Померли

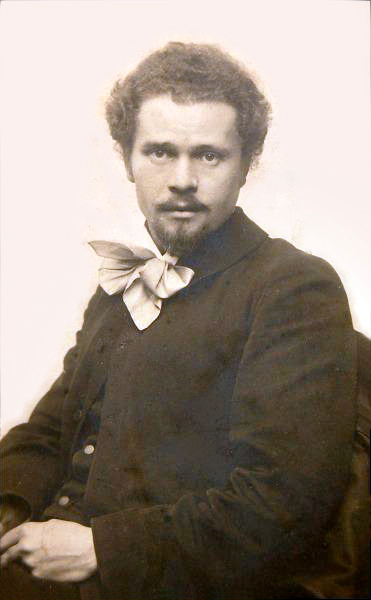
Іван Труш

Дивись також Категорія:Померли 22 березня
- 1602 — Агостіно Карраччі, італійський художник, гравер, представник Болонської школи живопису. Брат Аннібале Карраччі.
- 1687 — Жан Батіст Люллі, французький композитор, скрипаль, диригент італійського походження; творець французької національної опери.
- 1832 — Йоганн Вольфганг фон Гете, німецький поет.
- 1864 — Кастусь Калиновський, революціонер, один з керівників Січневого повстання проти Росії.
- 1906 — Мартін Вегеліус, фінський композитор, диригент, педагог і музично-громадський діяч.
- 1941 — Іван Труш, український живописець-імпресіоніст, майстер пейзажу і портретист.
- 1945 — Нісі Такеїті, барон, підполковник Імперської армії Японії, золотий медаліст Олімпійських ігор 1932 року в Лос-Анджелесі з кінного спорту.
- 1959 — Ольга Кніппер-Чехова, акторка, дружина Антона Чехова і перша виконавиця ролей у його п'єсах.
- 1972 — Міяковський Володимир Варламович, український літературознавець, історик-архивіст.
- 1993 — Марія Капніст, радянська і українська акторка театру і кіно, шляхтянка, жертва сталінського терору.
- 1996 — Клод Моріак, французький письменник, сценарист. Старший син письменника Франсуа Моріака.
- 2001 — Вільям Ганна, американський художник-аніматор, співавтор мультсеріалу «Том і Джеррі».
- 2004 — Наталія Наум, українська акторка театру і кіно. Дружина українського кінорежисера Володимира Денисенка. Мати акторів Тараса та Олександра Денисенків.
- 2015 — Лі Кван Ю, сингапурський політик-економіст, прем'єр, творець тамтешнього економічного дива.